# 絹狸

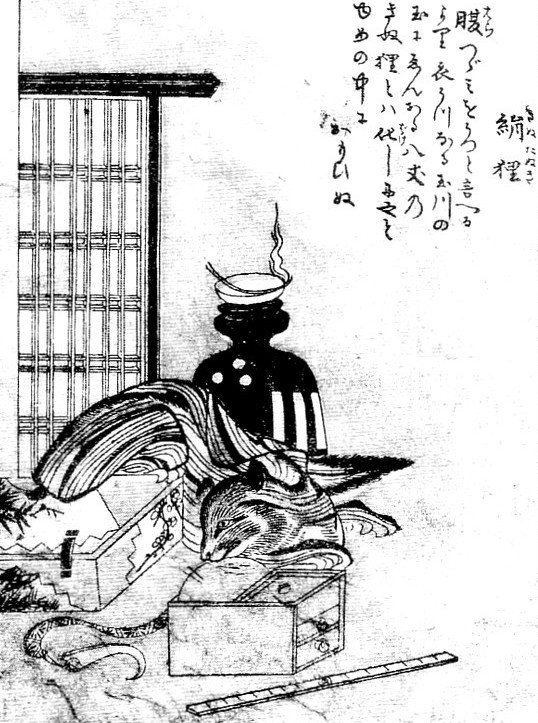
鳥山石燕『百器徒然袋』より「絹狸」

絹狸（きぬたぬき）は、鳥山石燕による『百器徒然袋』に描かれている日本の妖怪。
絹織物（八丈絹）と組み合わさった狸として描かれている。石燕による文の中には「衣うつなる玉川の玉にゑんある八丈のきぬ狸」ともあり、八丈島の名産として知られていた八丈絹の「八丈」と、化け狸についてよく語られていた俗説「狸の金玉八畳敷き」との掛詞からつくられた妖怪であると見られている。妖怪探訪家・村上健司などは、布を打って柔らかくしたりする砧（きぬた）から、「きぬた」と「きぬ・たぬき」の語呂合わせによる創作妖怪でもあるとも解説している。
漫画家・水木しげるの著作では、黄八丈を身にまとい腹ではなく衣を打って音を出す、姿を人に見せることは無い化けタヌキであるなどと解説されているが、絹狸そのものが石燕によって創作された妖怪と見られるため、特にどのような妖怪であるかは分かっていない。